# IFRS 2
МСФО (IFRS) 2 «Платежи на основе акций» — международный стандарт финансовой отчетности, действует с 01.01.2005 года,
в России введен в действие для применения на территории Российской Федерации приказом Минфина России от 25.11.2011 № 160н.

## Определения
Опцион — договор, дающий держателю право, но не приводящий к возникновению обязанности, подписаться на акции компании по фиксированной (или определяемой) цене в течение оговоренного периода времени.
Дата соглашения о предоставлении опциона — дата, когда стороны согласовали условия предоставления опциона. Если договор об операции, которая предполагает платеж, основанный на акциях, подлежит утверждению акционерами, то датой такого договора о предоставлении долевых инструментов является дата утверждения договора.
Долевой инструмент — любой договор, подтверждающий право на остаточную долю в активах компании, оставшихся после вычета всех её обязательств.
Период вступления в долевые права — период, в течение которого должны быть выполнены все оговоренные условия соглашения о предоставлении долевых инструментов, касающиеся вступления в долевые права.
Дата вступления в долевые права — дата, когда долевые права становятся гарантированными. В рамках соглашения о предоставлении опциона право сотрудника на получение долевого инструмента превращается в гарантированное право при выполнении им любых оговоренных условий вступления в долевые права.

## Операции, основанные на акциях
Все платежи, основанные на акциях, признаются в финансовой отчетности согласно принципу начисления как:
- операции с расчетом долевыми инструментами
- операции с расчетом денежными средствами.

Оценка всех платежей, основанных на акциях, производится по справедливой стоимости.
Платеж, основанный на акциях, с расчетом долевыми инструментами по операциям с сотрудниками или другими лицами, оказывающими аналогичные услуги оценивается по справедливой стоимости предоставленных долевых инструментов на дату соглашения о предоставлении, также как по операциям с третьими лицами (не сотрудниками компании), если нет надежной оценки справедливой стоимости полученных товаров/услуг.
А платеж, основанный на акциях, с расчетом долевыми инструментами по операциям с третьими лицами (не сотрудниками компании) оценивается по справедливой стоимости полученных товаров/услуг на дату их получения, если имеется надежная оценка справедливой стоимости полученных товаров/услуг.
Расходы по операциям, основанным на акциях, признаются методом начисления в соответствующих периодах:
- Если долевой инструмент предоставлен компанией незамедлительно, то получатель долевого инструмента получает на него безусловное право, и операция учитывается в полном объеме на дату соглашения о предоставлении долевого инструмента.
- Если долевой инструмент будет предоставлен компанией после того, как будут выполнены определенные в соглашении условия, то операция признается в течение более чем одного отчетного периода.

Справедливой стоимостью долевых инструментов является их рыночная стоимость, если эта информация доступна.
Формула расчета расходов по представленным опционам (нарастающим итогом на конец отчетного периода):
С=N*Н*Р*Т,
где С — сумма расходов, N- количество сотрудников, Н- количество опционов каждому сотруднику, Р-рыночная цена опциона на дату соглашения, Т -доля времени в ожидаемом периоде представления права
Учет предоставления опционов на условиях определенных показателей деятельности зависит от того, является ли этот показатель деятельности рыночным параметром, или нет.
Рыночные параметры — это показатели, находящиеся вне прямого контроля руководства компании (доля рынка, стоимость опциона, уровень рыночной котировки акций), а нерыночные находятся под прямым контролем руководства компании (прибыль на акцию, объем продаж/дохода, размеров расходов или прибыли, продолжение работы компании в течение определенного периода времени.
Нерыночные условия не принимаются во внимание при оценке справедливой стоимости акций или опционов на акции на дату оценки, но условия наделения долевыми правами должны учитываться путём регулирования количества долевых инструментов, включаемых в оценку суммы сделки с тем, чтобы в конечном итоге признанная сумма была основана на количестве долевых инструментов, права на которые впоследствии передаются. Компания исходит из предположения о том, что услуги, которые должен оказывать ей сотрудник, будут получены в течение ожидаемого периода вступления данного сотрудника в долевые права. Если впоследствии информация изменится и продолжительность периода наделения долевыми правами будет расходиться с ранее произведенными расчетами, то компания должна пересмотреть длительность этого периода.
При рыночных условиях принимается во внимание вероятность достижение этого показателя при оценке справедливой стоимости опциона на дату соглашения о предоставления опциона. Если в последующем этот рыночный показатель не будет достигнут, то этот факт не принимается в расчет при определении сумм, признаваемых в отчете о прибыли и убытках и относимых на капитал в течение периода вступления в долевые права. При рыночных условиях расчетная продолжительность ожидаемого периода наделения долевыми правами должна соответствовать допущениям, применявшимся при определении справедливой стоимости представленных сотруднику опционов, и не подлежит дальнейшему пересмотру.
В случае отсутствии надежной оценки справедливой стоимости оценка операции становится стоимостью представленного долевого инструмента на дату получения товара/услуг.
После первоначального отражения операции на дату вступления в долевые права какие-либо корректировки капитала не производятся.
При платежах, основанных на акциях, с расчетом денежными средствами, компания получает товары или услуги в обмен на денежные средства, величина которых оценивается со ссылкой на стоимость акций компании. При платежах, основанных на акциях, с расчетом денежными средствами:
- Полученные товары/услуги и возникшие в связи с этим обязательства оцениваются по справедливой стоимости обязательства
- До погашения обязательства компания должна переоценивать обязательство по справедливой стоимости на каждую отчетную дату до погашения обязательства и на дату погашения обязательства
- Изменения справедливой стоимости признаются прибылью или убытками периода
- В случае получения услуг эти услуги признаются в течение периода оказания сотрудником услуг
- На дату вступления в долевые права сумма начисленного обязательства должна равняться сумме выплаченных денежных средств.

Если справедливую стоимость полученных услуг невозможно надежно определить, то следует использовать справедливую стоимость представленных прав на получение дохода от повышения цены на акции. Формула расчета расходов по предоставленным опционам (нарастающим итогом на конец отчетного периода):
С=N*R*Р*Т,
где С — сумма расходов, N- количество сотрудников, R- количество прав, представленных каждому сотруднику, Р-рыночная цена права на отчетную дату, Т -доля времени в ожидаемом периоде представления права
Внутренняя стоимость права на получение дохода от повышения цены акций — это сумма, по которой сотрудник исполняет имеющееся у него право, представляет собой разницу между рыночной ценой акции и ценой исполнения опциона.

## Отложенный налог
Если расходы, возникающие при платежах, основанных на акциях, в финансовой отчетности признается в одном периоде, а в налоговой отчетности - в другом периоде, то это приводит к возникновению временных разниц в соответствии с МСФО (IAS) 12. Налоговый эффект, возникающий при платежах, основанных на акциях, должен быть признан в отчете о прибыли и убытках и в прочем совокупном доходе и распределен следующим образом:
- Если полученный (или ожидаемый к получению) налоговый вычет меньше или равен общей сумме расхода по долевым инструментам (накопительно), то соответствующая сумма по отложенному налогу должна быть признана как уменьшение налога за период и включена в отчет о прибыли и убытках за период.
- Если полученный (или ожидаемый к получению) налоговый вычет превышает общую сумму расхода по долевым инструментам (накопительно), то превышение должно быть признано в прочем совокупным доходе.

Оплата опционами, представленными сотруднику, за услуги, которые им оказаны, признается расходом. Уменьшение налогооблагаемой базы по налогу на прибыль не произойдет до тех пор, пока опционы не будут исполнены. При этом в качестве расхода для целей налогообложения будет признана внутренняя стоимость права на дату исполнения опциона. Разница между балансовой стоимостью обязательства компании по оплате услуг, полученных от сотрудника и налоговой базой, равной нулю, является вычитаемой временной разницей, которая приводит к возникновению отложенного налогового актива. Если сумма, на которую налоговые органы разрешат уменьшить налогооблагаемую базу в будущих периодах, превышает общую сумму расхода по долевым инструментам, то это указывает, что отложенный налог относится не только к расходам на персонал. но и к капиталу. В этом случае превышение отложенного налога должно быть признано в капитале путём отнесения на счет прочего совокупного дохода.

## Представление и раскрытие информации
Раскрывается в финансовой отчетности следующую информация:
- Описание каждого типа соглашения о выплатах на основе долевых инструментов, существовавшего в любой момент в течение отчетного периода
- Количество и средневзвешенные цены исполнения опционов на акции применительно к каждой из групп опционов:

- Находящихся в обращении на начало отчетного периода
- Предоставленных в течение отчетного периода
- Изъятых в течение отчетного периода
- Исполненных в течение отчетного периода
- Истекших в течение отчетного периода
- Находящихся в обращении на конец отчетного периода
- Исполняемых на конец отчетного периода

- Применительно к исполненным в течение отчетного периода опционам на акции, средневзвешенная цена акций на дату исполнения. Исполнение опционов на регулярной основе в течение отчетного периода позволяет раскрывать средневзвешенную цену акций в течение периода
- Применительно к опционам на акции, находящимся в обращении на конец отчетного периода, диапазон цен исполнения и остающийся средневзвешенной срок действия по договору.
- Способы определения справедливой стоимости справедливой стоимости полученных в течение отчетного периода товаров и услуг и справедливой стоимости представленных в течение отчетного периода долевых инструментов.
- Средневзвешенную справедливую стоимость опционов на акцию на дату оценки, как проводилась оценка этой справедливой стоимости
- Количество и средневзвешенную справедливую стоимость долевых инструментов на дату оценки, как проводилась оценка этой справедливой стоимости.